# Crastinocerus distinguendus
Crastinocerus distinguendus är en stekelart som först beskrevs av Brethes 1906.  Crastinocerus distinguendus ingår i släktet Crastinocerus och familjen Eumenidae. Inga underarter finns listade i Catalogue of Life.